# (10154) Tanuki
(10154) Tanuki est un astéroïde de la ceinture principale.

## Description
(10154) Tanuki est un astéroïde de la ceinture principale. Il fut découvert le 31 octobre 1994 à Ōizumi par Takao Kobayashi. Il présente une orbite caractérisée par un demi-grand axe de 2,27 UA, une excentricité de 0,11 et une inclinaison de 2,3° par rapport à l'écliptique.

## Compléments